# Christa Theret
Christa Theret (París, 25 de junio de 1991) es una actriz francesa.

## Biografía
En 2003, Christa fue descubierta a la edad de 11 en el patio de la escuela secundaria de Antoine Coysevox en el XVIII Distrito de París por un jefe de casting y comenzó en el cine en la película Le Couperet por Costa-Gavras, donde interpretó a la hija de José García. En 2007, interpretó a Julie, una adolescente gótica en la película Et toi. En 2008, ella dejó la escuela y a los 17 hizo un papel en la película Lol por Lisa Azuelos junto a Sophie Marceau. Desde abril hasta junio de 2009, hizo Le village des ombres, la primera obra de cineasta Fouad Benhammou. Nuevamente, en octubre, hizo Le Mariage de Chiffon, por Jean Daniel Verhaeghe, director de cine de Le Grand Meaulnes.

## Filmografía
| Nombre de la película   | Año  |
| ----------------------- | ---- |
| Le Couperet             | 2005 |
| Et toi, t'es sur qui?   | 2007 |
| LOL (Laughing Out Loud) | 2008 |
| Le Village des ombres   | 2009 |
| The Clink of Ice        | 2010 |
| Freeway (voces extras)  | 2012 |
| L`homme qui rit         |      |
| Renoir                  | 2012 |
| Madame Marguerite       | 2016 |
| La Fille du patron      | 2016 |